# ワイオミング恐竜センター
ワイオミング恐竜センター（英: Wyoming Dinosaur Center）は、アメリカ合衆国ワイオミング州サーモポリスにある博物館。

## 概要
50以上の化石、数百のディスプレイとジオラマがある。
この博物館の周囲にあるのはジュラ紀の地層であり、訪問者に発掘体験プログラムを提供している（近隣での発掘体験・ラボの見学などが可能）。

## 公式サイト
- WyomingDinosaurCenter